# Dobrá Voda u Pacova
Pour les articles homonymes, voir Dobrá Voda.
Dobrá Voda u Pacova (en allemand : Gutwasser) est une commune du district de Pelhřimov, dans la région de Vysočina, en République tchèque. Sa population s'élevait à 98 habitants en 2020.

## Géographie
Dobrá Voda u Pacova se trouve à 15 km à l'ouest-sud-ouest de Pelhřimov, à 41 km à l'ouest de Jihlava et à 86 km au sud-est de Prague.
La commune est limitée par Kámen au nord, par Vysoká Lhota et Moraveč à l'est, par Lidmaň au sud et par Obrataň à l'ouest.

## Histoire
La première mention écrite du village date de 1318.